# Алфред Хичкок
Сер Алфред Џозеф Хичкок, KCB, (енгл. Alfred Jozef Hitchcock; Лејтонстоун, 13. август 1899 — Бел Ер, 29. април 1980) је био британски филмски редитељ. Најпознатији је по филмовима из жанра трилера. Почео је да режира у Енглеској под утицајем немачког експресионизма, а од 1939. режирао је у САД. У каријери дугој шест деценија режирао је преко 50 филмова и стекао статус једног од најпознатијих и најцењенијих филмских редитеља свих времена. Својом оригиналношћу и визионарством утицао је на велик број филмских редитеља, продуцената и глумаца.
Хичкокови филмови су препуни елемената страве и фантастике и „уврнутог“ хумора. У њима се углавном приказују невино оптужени протагонисти у околностима и ситуацијама које су ван њихове контроле и моћи поимања. Ту је такође укључен и трансфер кривице при чему се мане „невино оптуженог“ приписују другим ликовима и успут наглашавају. Једна од уобичајених тема његових филмова је и анализа мушко-женских односа при чему је доминантан његов цинични став према традиционалним романтичним везама.
Премда је Хичкок још за живота постао изузетно популаран, већина филмских критичара тог времена није баш превише ценила његов редитељски рад. Ребека је једини његов филм који је добио Оскара, иако су још четири његова филма била номинована за то признање. Године 1967. добио је награду Ирвин Г. Талберг за животно дело, али никад лично није примио Академијину награду за животно дело.
Критичари француског новог таласа, поготову Франсоа Трифо, међу првима су указали на чињеницу да Хичкокови филмови, осим забављачке функције, имају и уметничку вредност а Хичкока проглашавају врхунским аутором откривајући његову стилску оригиналност и садржајност. Хичкок је био један од првих филмских редитеља на којем су применили своју ауторску теорију која наглашава централну улогу редитеља у процесу прављења филма. Ипак, највише захваљујући Хичкоковој популарности, маркантној појави у јавности те високом степену креативне контроле над филмовима које је снимао, многи филмски редитељи су изашли из анонимности и постали познати широј јавности.

## Биографија

### Младост
Алфред Хичкок рођен је 13. августа 1899. у Лејтонстоуну, Лондон, у породици ирских католика као други син и најмлађи од троје деце пиљара (по неким изворима трговца живином) Вилијама Хичкока и Еме Џејн Хичкок (рођене Вилан). Хичкок се неко време школовао у католичком интернату у Лондону. Једном је изјавио да је у детињству био усамљен и презаштићен. Када је имао 14 година, умире му отац и млади Алфред напушта колеџ светог Игњатија да би се уписао у поморско-инжињерску школу. Након што је успешно дипломирао постаје цртач планова и дизајнер огласа у једној компанији.
Некако у то време Хичкок се почиње интересовати за фотографију и ускоро почиње радити на филму. Године 1920. добија посао у филмској компанији Гејнзборо Пикчерс као дизајнер и писац међунаслова за неме филмове. Године 1925. продуцент Мајкл Болкон даје му прилику да режира свој први филм Врт задовољства.

### Предратна каријера у Британији
Захваљујући бројним могућностима које је пружала нова уметност те његовом несумњивом таленту, Хичкок је муњевито напредовао. Његов трећи филм Станар: Прича о лондонској магли (верзија случаја Џека Трбосека) настаје 1927. и њиме Хичкок стиче углед мајстора трилера. У филму непознати починилац убија атрактивне плавуше, а сумња пада на новог станара (глуми га Ајвор Новело) у кући једне просечне лондонске породице. Ради се о првом правом „хичкоковском“ филму у којем је обрађен мотив „погрешног човека."
Године 1926. Хичкок се жени са Алмом Ревил, блиском сарадницом, и две године касније добијају ћерку Патришу. Алма је била Хичкоков најближи сарадник. Написала је сценарије за неколико његових филмова и учествовала је као асистент редитеља у свим његовим филмовима.
Године 1929. Хичкок започиње рад на Уцени, свом десетом филму који постаје први британски звучни филм.
Мајкл Болкон поново ангажује Хичкока 1933. године. У том периоду Хичкок снима шест изузетно успешних трилера режираних детекцијском методом и често с елементима шпијунског филма: Човек који је превише знао (1934), 39 степеника (1935), Тајни агент (1936), Саботажа (1937), Млади и невини (1937) и Госпођа која нестаје (1938). Од свих наведених филмова, Тридесети девет степеница се сматра најбољим филмом Хичкоковог раног периода.
Хичкоков следећи велики успех био је Госпођа која нестаје из 1938. године, интелигентно направљен филм брзог ритма у којем се заплет базира на потрази за доброћудном старом Енглескињом (Дејм Меј Вити) која мистериозно нестаје из воза на путу за измишљену државу Вандрику (са нескривеним алузијама на нацистичку Немачку). Хичкоков таленат и успех наведених филмова привлаче пажњу Холивуда па га продуцент Дејвид О. Селзник убрзо позива да снима у Сједињеним Америчким Државама.

### Холивуд
Ребека из 1940. први је Хичкоков амерички филм, иако се радња одвија у Енглеској а филм је снимљен по истоименом роману енглеске књижевнице Дафне ди Морије. У филму се приказују страхови и сумње младе невесте која долази у велику сеоску кућу на осами и мора се суочити са духовима прошлости оличеним у лику њене мртве претходнице. У филму се дискретно наглашава и потенцијални лезбејски однос међу женским ликовима. Филм је 1940. године добио Оскаре за најбољи филм и најбољу црно-белу фотографију, а имао је још 9 номинација. Одличне улоге остварили су Лоренс Оливије, Џоан Фонтејн и Џудит Андерсон, за које су све троје зарадили номинације за Оскара.
Особени смисао за хумор Хичкок задржава и у својим америчким филмовима, али сада suspense (напетост) постаје њихов заштитни знак. Због вечитих Селзникових финансијских проблема те Хичкоковог незадовољства малом креативном контролом над филмовима које је режирао, Хичкок је био присиљен да често ради за веће студије, много чешће него што је добијао прилику да прави филмове по свом укусу. Раних 40-их година Хичкок снима жанровски разноврсне филмове у распону од романтичне комедије Господин и госпођа Смит (1941) до мрачне и узнемирујуће „Сенке сумње“ (1943).
Сенка сумње, Хичкоку један од најомиљенијих филмова, представља нам младу Шарлоту „Чарли“ Њутон (Тереза Рајт), која сумња да је њен обожавани ујак Чарли Спенсер (Џозеф Котен) убица. Радња је постављена у идилично провинцијско окружење у којем доминира лик супериорног али у бити монструозног „светског човека“. Подстакнуте маестрално постављеним ликовима, бриљантним дијалозима те честим коришћењем затамњења, генерације теоретичара филма су се бавиле психоаналитичким потенцијалима и аспектима филма међу којима и Жак Лакан и Славој Жижек. Филм такође скреће пажњу на један од Котенових познатијих филмова, Грађанина Кејна.
Зачаран се бави у то време помодном психоанализом и садржи славну сцену сна коју је осмислио Салвадор Дали. Та сцена је у ствари само део оригинално замишљене дуже сцене која је требало да траје неколико минута, али је у монтажи скраћена пошто је закључено да би могла да узнемири публику.
Озлоглашена (1946), спаја на филму двоје у оно време врло популарних глумаца: Ингрид Бергман и Керија Гранта. Заплет са нацистима, уранијумом и пејзажима Јужне Америке уз вешто дозирање напетости и инвентивно коришћење филмских средстава и поступака послужио је многим критичарима да Озлоглашену прогласе Хичкоковим ремек-делом. Окосницу заплета чини мотив кријумчарења уранијума што је било довољно да ЦИА стави Хичкока под надзор.
Конопац (његов први филм у боји) снимљен је 1948. године. Овде Хичкок експериментише са тзв. десетминутним кадром (види Теме и средства). У главној улози појављује са Ферли Грејнџер а филм је заснован на истинитом случају (Лиополд и Лоуб) из двадесетих година 20. века. Конопац се сматра првим геј филмом који је снимљен у холивудским студијима.
Радња филма У знаку јарца (1949) смештена је у Аустралију деветнаестог века и у њему се такође користи наведени поступак, али много дискретније. Да би снимио ова два филма, Хичкок је заједно са Сиднијем Бернстајном основао своју продукцијску кућу која је убрзо пропала великим делом захваљујући и овим неуспешним филмовима.
У филму Непознати из Норд-експреса (1951) (по роману Патрише Хајсмит где је један од сценариста био и славни Рејмонд Чандлер) Хичкок комбинује најбоље из свих својих до тада снимљених филмова. У возу се случајно сусрећу два мушкарца и договарају како да уклоне особе које им сметају, при чему ће свако извршити убиство за онога другога, који ће стога моћи да обезбеди савршен алиби. Један од њих, на несрећу, схвата договор исувише озбиљно. За носиоца једне од главних улога Хичкок поново ангажује Стјуарта Грејнџера, а у филму поново обрађује тему хомосексуалне уцене и убиства. Ингениозног заплета, са најоригиналнијим ауторовим негативцем (Роберт Вокер као уверљив амалгам интелигенције, духовитости, инфантилности, аморалности и окрутности), с имплицитним мотивом подвојене личности, овај филм одушевио је и атрактивном монтажом (посебно наизменичним приказивањем тениског меча и вађења упаљача из канала).
Следе три изузетно популарна филма, сва три са Грејс Кели у главној улози. Назови М ради убиства (1954) је адаптација популарног позоришног комада Фредерика Нота. Ово је требало да буде још један експериментални филм који је Хичкок намеравао снимити у 3D техници, али то није успео остварити. У Прозору у двориште (1954) главна улога је поверена Џејмсу Стјуарту. Филм је номинован за четири Оскара, а у њему новинар (Стјуарт), седећи сломљене ноге у инвалидским колицима крати време тако што кроз дворишни прозор посматра догађаје у суседству прекопута при чему почиње сумњати да је супруга његовог најближег суседа брутално убијена. Куриозитет филма је да је сав (осим једног кадра) снимљен из собе главног лика. Држ'те лопова (1955) успели је спој комедије и пустоловног трилера, снимљен на Азурној обали, а партнер Грејс Кели је Кери Грант у улози лопова који се пензионисао.
Исте године снимио је врло занимљиву црну комедију Невоље с Харијем (1955), у којој већ на почетку дечак налази у шуми леш непознатог мушкарца. Испоставља се да неколико особа има разлога да сумња да су га баш они нехотично убили, што доводи до вишеструког закопавања и ископавања леша и комичних ситуација. Филм је снимљен у супериорном техниколору са предивним пејзажима којима доминирају боје јесењег лишћа, а главне улоге играју Џон Форсајт и Ширли Маклејн.
Наредне године поново режира два филма. Најпре снима римејк сопственог филма из 1934. Човек који је превише знао (1956). Главне улоге у филму играју Џејмс Стјуарт и Дорис Деј, која је отпевала песму "Que Sera, Sera", која је добила Оскара за најбољу песму и брзо постала велики хит. Следи његов једини филм са Хенри Фондом Криво оптужен (1956), у којем сведоци погрешно идентификују пљачкаша банке, што доводи до оптужнице против невиног човека, после чега и он и његова породици доживљавају огромне проблеме.
Године 1958. Хичкок снима Вртоглавицу, филм који многи сматрају његовим ремек-делом. Преостала три у том изузетно успешном квартету филмова су Север-северозапад (1959), Психо (1960) и Птице (1963). Потоња два филма су нарочито позната по неконвенционалној музичкој пратњи композитора Бернарда Хермана: у Психу вриштећи звук жичаног инструмента у сцени убиства под тушем дефинитивно помера границе у филмској музици, док су Птице у потпуности испраћене конвенционалним музичким инструментима при чему се први пут у комерцијалном филму користила електронска музика. Наведена дела су последњи Хичкокови велики филмови после којих његова каријера креће силазном путањом. Године 1972. Хичкок се враћа у Лондон да сними Махнитост, његов последњи велики успех. Ту Хичкок по први пут дозвољава голотињу и опсценост који су до тада биле табу-тема у његовим филмовима. Међутим, у то доба Хичкоку је здравље већ било знатно нарушено и скоро у потпуности престаје снимати.
Породична завера (1976) је његов последњи филм. Ради се о младалачки динамичном трилеру у којем се „мадам“ Бланш Тајлер (Барбара Харис), преваранткиња са наводним спиритистичким моћима и њен љубавник таксиста (Брус Дерн) настоје докопати наследства.
Неколико месеци пред Хичкокову смрт, краљица краљица Елизабета II додељује му орден Витеза британског краљевства.
Хичкок умире од бубрежне инсуфицијенције у Лос Анђелесу а тело му је кремирано.

## Теме и средства
Хичкоков редитељски поступак у основи почива на постизању неизвесности и напетости (саспенс) код гледаоца, а много мање на ефекту изненађења. Да би постигао ефекат изненађења, редитељ просто „напада“ гледаоца застрашујућим ефектима. Код саспенса, редитељ показује гледаоцу оно што не знају ликови у филму и на основу тога мајсторски гради напетост око претпоставке шта ће се десити кад лик у филму напокон дозна праву истину.
Надаље, често замагљујући моралну дистинкцију између кривње и невиности и с времена на време развејавајући те сумње, Хичкок прави воајере од својих „поштованих“ гледаоца. У Прозору у двориште (1954), након што L. B. Џефриз (игра га Џејмс Стјуарт) скоро цео филм зури у њега преко дворишта, Ларс Торволд (игра га Рајмонд Бар) супротставља са Џефризу питањем „Шта ви у ствари желите од мене?", али се тим питањем у ствари обраћа гледаоцима. У ствари, неколико тренутака пре него што ће изрећи ово питање, Торволд се по први пут у филму окреће директно према камери; у том тренутку, већина гледалаца је на рубу живаца.
Један од Хичкокових најомиљенијих поступака за развијање заплета приче и стварање напетости је оно што је он називао "мекгафин". Заплети већине његових трилера заснивају се на постојању „мекгафина": једног у суштини безначајног детаља који омогућује развијање приче и тера ликове на акцију, али чије је посебно значење и природа неважна за гледаоца. У Вртоглавици, на пример, „Карлота Валдес“ је мекгафин; она се нити у једном тренутку не појављује у филму, појединости око њене смрти гледаоцу су потпуно небитне, али прича о њеном духу који прогони Медлин Елстер заинтересује Скотија толико да он почиње истрагу о њеном убиству и од тог тренутка је кључна за цели заплет филма. У Озлоглашеној, пошиљка уранијума, коју главни јунаци морају пронаћи пре него што доспе у руке нацистима, изабрана је сасвим случајно као мотивациона искра; за ту сврху могао је послужити и било који други опасни предмет или објекат. У неколико Хичкокових шпијунских филмова, као што је 39 степеника, разне државне тајне имају улогу мекгафина.
У већини Хичкокових филмова појављује се и сам Хичкок у тзв. камео улогама: тако га на тренутак можемо видети како улази у аутобус, пролази поред неке зграде, стоји у соби преко пута дворишта или се чак појављује на фотографији. Овај забавни манир постао је Хичкоков заштитни знак. Понекад, због комплетности утиска, носи и неки музички инструмент; посебно је упечатљива сцена у којој на воз уноси огромну кутију за виолончело у уводној сцени филма Непознати из Норд-експреса. У својим најранијим појављивањима видимо га у мрачним екстеријерима, у пешачкој гужви или како у дугом кадру пролази улицом. Његове касније cameo улоге много су упечатљивије: нпр. у филму Трема, када се на улици окреће за Џејн Вајман која говори сама са собом или у завршници Породичне завере када се појављује само као кинеска сенка иза мутног стакла бироа за “регистровање смртних случајева“. (Погледај листу Хичкокових cameo појављивања.)
Хичкок је често у својим филмовима користио број 13. Број 13 се редовно појављује, било као обичан датум, било као број у адреси, било као број на регистрацијским таблицама. У Психу (1960) има неколико добрих примера: Норман Бејтс прво за госта одабире собу број 3, а затим собу број 1. У књизи резервација соба у мотелу највиши датум је 13. –ти.
Изгледа да је Хичкок уживао у техничким изазовима које је пружало снимање филмова. У Чамцу за спасавање Хичкок радњу целог филма смешта на мали чамац и притом успева да заинтересује гледаоца за причу и да избегне досаду и монотонију. У том филму, с обзиром на ограничене могућности екстеријера, Хичкок на генијалан начин решава проблем свог cameo наступа: наиме, један од јунака филма чита старе новине и на задњој страни је приказан Хичкоков лик у измишљеној реклами за препарат за мршављење!
У Зачараном проблем снимања два иновативна „субјективна кадра“ Хичкок је решио конструисањем велике дрвене руке (за коју ће се касније испоставити да припада лику кроз чије очи „гледа“ камера) те увећаних предмета које та руке држи: огромне чаше млека и великог дрвеног пиштоља. Као додатну, дотад невиђену новост, Хичкок је сцену завршног ватреног обрачуна на неким црно-белим копијама филма ручно обојио у црвено.
Конопац (1948) је био још један велики технички изазов: филм је требало да буде снимљен из само једног кадра! У ствари, филм је снимљен у осам кадрова од којих сваки траје 10 минута, односно толико колико износи целокупна минутажа траке која се налази у филмској камери; принудни прекид на крају сваке ролне филма решен је тако што је нека од личности у филму пролазила испред објектива камере да би се у том тренутку прикрио прекид траке! Дакле, на крају ролне имамо гро-план капута личности из филма, а на почетку следеће ролне опет је гро-план његовог капута!
У Вртоглавици Хичкок користи сниматељски трик који је касније назван Хичкоков зум и који су многи редитељи касније врло често користили.
Иако је био познат по инвентивном коришћењу углова снимања, Хичкок је избегавао положаје камере који су, гледајући из људске перспективе, били физички немогући. Нпр. он никад не би поставио камеру тако да „гледа“ из унутрашњости фрижидера или неког мањег затвореног простора (принцип који многи савремени редитељи не поштују, што је видљиво из многих новијих филмова и ТВ-реклама нарочито!).

## Утицај Хичкоковог карактера на његове филмове
Хичкок је имао око 25 година и статус професионалног редитеља када је први пут пробао алкохол и изашао на састанак са девојком. У неколико његових филмова приказан је мушки лик који има потешкоћа у односу са својом мајком. У филму Север-северозапад (1959), Роџер Торнхил (глуми га Кери Грант) је недужан човек којег његова мајка исмева због његове опсесије да га прате мрачни и опасни типови који га хоће убити (и био је у праву у том случају). У Птицама (1963), лик којег глуми Род Тејлор опет је недужан мушкарац који открива да подивљале птице нападају људе и притом се покушава ослободити утицаја посесивне мајке. Убица у филму Махнитост (1972) излази са многим женама али обожава своју мајку. Негативац Бруно из Непознатог из Норд-експреса мрзи свог оца, али истовремено је веома привржен својој мајци. Проблеми Нормана Бејтса са мајком у Психу су већ легендарни.
Јунакиње Хичкокових филмова углавном су привлачне, али хладне плавуше, наизглед незаинтересоване, али, подстакнуте узбуђењем или извесном опасношћу, реагују бурно и силовито, па чак и против законских норми.. Као што је речено, славна жртва из Станара је плавуша. У 39 степеника, Хичкоковој атрактивној плавуши, Мадлен Карол, стављају лисице на руке. У филму Марни (1964), привлачна плавуша Типи Хедрен је клептоманка. У филму Држ'те лопова (1955), чаробна плавуша Грејс Кели нуди помоћ незнанцу иако претпоставља да је он провалник. Након што привуче Торволдову пажњу у Прозору у двориште, Лиса проваљује у његов стан. А најпознатија плавуша из Хичкокових филмова, коју у Психу глуми Џенет Ли опљачка износ од 40.000 долара а убија је младић Норман Бејтс (Ентони Перкинс) који за њу мисли да му је мајка. (Или како би то Норман себи објаснио у филму: " Моја мајка је. .. како се оно каже?. .. данас није код куће." Хичкокова задња врућа плавуша била је француска глумица Клод Жад као забринута кћерка тајног агента у Топазу (1969).
Хичкок показује да је чврсто ослањање на глумце и глумице у ствари реликт позоришне традиције. Међу првима је инвентивно почео користити покрете камере, оригинално кадрирање и монтажне поступке да би истражио нове могућности у филмској уметности.
Хичкоков најличнији филмови вероватно су Озлоглашена (1946) и Вртоглавица; оба о опсесијама и неурозама мушкараца који манипулишу женама. С друге стране, често је говорио да ја њему лично најдражи филм Сенка сумње.
У Вртоглавици се много отвореније и интензивније бави односом секса и смрти (Танатоса и Ероса). Лик којег тумачи Ким Новак је изузетно привлачна плавуша која привлачи пажњу Џимија Стјуарта. Међу њима се рађа љубав упркос томе што Стјуарт верује да Новакова има самоубилачке пориве (касније открива праву истину о њој). Стјуартов лик има снажну потребу да контролише љубавницу, да је облачи те да се фетишистички односи према њеној одећи, обући и коси.

## Хичкоков стил
Хичкок је врло тешко налазио поуздане сценаристе који су били кадри да његове замисли реализују на филму. Иако је радио са даровитим писцима као што су Рајмонд Чендлер или Џон Мајкл Хејс, врло ретко се према њима понашао с поштовањем и као себи равним.
Једном је изјавио: „Писац и ја испланирамо цео сценарио до најситнијих детаља и кад са то уради, једино што преостаје је да се сними филм. У ствари, то се дешава само у случају када је особа која улази у студио свесна да се мора носити с компромисима. У ствари, романописац даје све од себе управо због тога што не мора да се бакће глумцима и свим тим стварима“. Хичкок је био изузетно критичан према својим глумцима и глумицама, па је нпр. омаловажавао глуму Ким Новак у филму Вртоглавица а једном је изјавио да глумце треба третирати као стоку. (Бранећи се од оптужби да је изјавио 'глумци су стока', рекао је 'Никад нисам рекао да су глумци стока; рекао сам да их треба третирати као стоку'.)
Прва књига која се бавила Хичкоком била је насловљена једноставно као Хичкок. Објављена је 1967. и у њој су објављени записи једнонедељних разговора које је редитељ Франсоа Трифо водио са Хичкоком.  978-0-671-60429-5.
Његово схватање филма је изразито сликовно. У бројним интервјуима и изјавама наглашавао је филм мора да се изражава путем слике.

## Награде
Хичкоков филм „Ребека“ (1940) добио је Оскара 1940. године, иако је награду примио продуцент филма Дејвид O. Селзник. Хичкок је као продуцент био номинован за Оскара за најбољи филм и то за Сумњу (1941). За најбољег редитеља био је номинован пет пута и то за филмове: Ребека, Чамац за спасавање (1944), Зачаран (1945), Прозор у двориште и Психо. Године 1968. примио је почасног Оскара, а 1980. добио је титулу витеза.

## Цитати
- „Попут Фројда, Хичкок дијагностикује незадовољство које бесни и нагриза маску цивилизоване уљудности модерног човека. Попут Пикаса или Далија, он региструје феноменолошку претњу нагло модернизованог света. Питер Конрад
- „Волео бих да знам више о његовим везама са женама. Међутим, кад боље размислим, не бих волео. Ингмар Бергман
- „Ја сам филантроп: пружам људима оно што они желе. Људи воле осетити ужас и страх. Алфред Хичкок.
- „Никад нисам рекао да су глумци стока. У ствари сам рекао да би се према њима требало понашати као према стоци“. Алфред Хичкок.
- „Снимати филмове за мене, најпре и пре свега, значи испричати причу. Та прича може да буде невероватна, али она не треба никада да буде обична. Пожељно је да буде драматична и хумана. Драма, то је живот из кога су искључени сви досадни моменти. Алфред Хичкок.
- „Имамо некога ко има неуобичајено велик, неуротичан страх од нереда. Одатле извире Хичкокова уметност. Он посматра људе саму у стању нереда. Сви ти људи мисле да контролишу ситуацију, мисле да су моћни, мисле да су сређени – а у једном тренутку он нагло извлачи тепих испод њихових ногу само да би видео њихове реакције. Дру Каспер

## Остали радови
У периоду од 1955. до 1965. Хичкок је био домаћин и продуцент дуготрајне телевизијске серије Алфред Хичкок вам представља. Захваљујући филмовима које је до тад снимио, његово име постало је синоним за саспенс, а радећи ТВ-серију постао је познат широј јавности. Његов глас прожет иронијом, његова појава те особен стил понашања одмах су уочени и често су били предмет подсмеха. И сам је режирао неколико епизода серије, а изазвао је праву буру у редовима филмских радника када је одлучио да играни филм Психо сними користећи услуге телевизијског особља. У касним 80-им годинама произведене су нове епизоде серијала, при чему су се користили Хичкокови уводни говори из старе серије.
Хичкок је такође овековечен и у штампаном облику, као јунак у то време врло популарне серије детективских прича Алфред Хичкок и три детектива. То су биле интелигентно и вешто написане приче са ликовима који су били много млађи него у то време популарни Хардијеви дечаци. Након што је прочитао причу о замршеном случају 'дворца и папагаја, који су три детектива врло вешто решили, Хичкок одлучује да пише уводне текстове где је, у улози филмског редитеља, младим детективима задавао нове случајеве. На крају сваке књиге Хичкок дискутује о случају са Џупитером Џонсом, Бобом Ендрузом и Питером Креншоом при чему му детективи износе своја виђења случаја.
Након Хичкокове смрти, улогу ментора и пријатеља тројице дечака преузима измишљени лик пензионисаног детектива Хектора Себастијана. Захваљујући достигнутој популарности, издање Алфред Хичкок и три детектива неколико пута је прештампавано иако су најновији репринти насловљени само као Три детектива. Током свих ових година издавачи су настојали да замене Хичкоков лик у књизи другим протагонистима, нарочито у раним издањима књига.
На врхунцу славе, Хичкоку је понуђено да пише уводне текстове за издање приповедака познатих аутора које би у заглављу носило његово име. Требало је да све приповетке буду трилери са наглашеним елементима саспенса. Наслови тих издања су били Музеј чудовишта Алфреда Хичкока, Хичкокове натприродне приче страве и напетости, Напете приче Алфреда Хичкока, Вештичји напитак Алфреда Хичкока, Галерија утвара Алфреда Хичкока и Уклета кућа Алфреда Хичкока.
У колекцији су заступљена многа позната имена па тако и Ширли Џексон (Странци у граду, Лутрија), Т. Х. Вајт (Мач у камену), Роберт Блок, Х. Џ. Велс (Рат светова), Роберт Луис Стивенсон, Сер Артур Конан Дојл, Марк Твен те аутор Три детектива, Роберт Артур.

## Филмографија

### Неми филмови
- Број тринаест (1922)
- Увек кажи својој жени (1922) (завршио филм пошто се редитељ разболео)
- Жена жени (1922) (косценарист и асистент режије)
- Бела сенка (1923) (косценарист, монтажер и сценограф)
- Страшна пустоловина (1924) (косценарист, сценограф и асистент режије)
- Хуља (1925) (сценарист, сценограф и асистент режије)
- Згажена чедност (1925) (сценарист, сценограф и асистент режије)
- Врт задовољства (1925)
- Планински орао (1926)
- Станар: Прича о лондонској магли (1927)
- На низбрдици (1927)
- Несигурна врлина (1927) (по драми Ноела Кауарда)
- Ринг (1927) (сценарио, прича и режија)
- Фармерова жена (1928)
- Шампањац (1928)
- Становник острва Мана (1928)

### Звучни филмови
- Уцена (1929) (Хичкоков први звучни филм)
- Јунона и паун (1930)
- Убиство! (1930)
- Елстри зове (1930) (корежија са Ејдријаном Брунелом, Андреом Шарлоом, Џеком Халбертом и Полом Маријем)
- Безобзирна игра (1931)
- Број седамнаест (1932)
- Богати и чудни (1932)
- Бечки валцери (1933)
- Човек који је превише знао (1934)
- 39 степеника (1935)
- Тајни агент (1936) (по комаду Кемпбела Диксона на основу неколико прича Самерсета Мома)
- Саботажа (1936) (по роману Тајни агент Џозефа Конрада)
- Млади и невини (1938)
- Госпођа која нестаје (1938)
- Крчма Јамајка  (1939) (главна улога: Чарлс Лотон)
- Ребека (1940) (једини његов филм који је освојио Оскара)
- Инострани дописник (1940)
- Господин и госпођа Смит (1941) (сценарио Норман Красна)
- Сумња (1941)
- Саботер (1942) (сматра се припремом за Север-северозапад)
- Сенка сумње (1943)
- Чамац за спасавање (1944) (најпознатија улога Талуле Банкхед)
- Пустоловина на Мадагаскару (1944) (краткометражни филм на француском језику снимљен за британско министарство информација)
- Срећан пут (1944) (још један краткометражни пропагандни филм на француском језику)
- Зачаран (1945) (са секвенцом сна коју је дизајнирао Салвадор Дали)
- Озлоглашена (1946)
- Случај Парадин (1947)
- Конопац (1948)
- У знаку јарца (1949)
- Трема (1950)
- Непознати из Норд-експреса (1951)
- Исповедам се (1953)
- Назови М ради убиства (1954)
- Прозор у двориште (1954)
- Држ'те лопова (1955)
- Невоље с Харијем (1955)
- Човек који је превише знао (1956) (римејк филма из 1934)
- Криво оптужен (1956)
- Вртоглавица (1958)
- Север-северозапад (1959)
- Психо (1960)
- Птице (1963)
- Марни (1964)
- Поцепана завеса  (1966)
- Топаз (1969)
- Махнитост (1972)
- Породична завера (1976)

## Најчешћи сарадници
Сара Олгуд – ирска глумица;
Ингрид Бергман – шведска глумица;
Карл Брисон – дански глумац;
Мадлен Карол – енглеска глумица;
Лио Џ. Карол - енглески глумац;
Џозеф Котен – амерички глумац;
Хјум Кронин – амерички глумац;
Роберт Камингс – амерички глумац;
Џоан Фонтејн – британска глумица;
Џон Форсајт – амерички глумац;
Ферли Грејнџер – амерички глумац;
Кери Грант – британски глумац;
Клер Грит – британска глумица;
Лилијан Хол-Дејвис – британска глумица;
Гордон Харкер - британски глумац;
Типи Хедрен – америчка глумица (право име Натали);
Хана Џонс – британска глумица;
Малком Кин – британски глумац;
Грејс Кели – америчка глумица;
Чарлс Лотон – британски глумац;
Џон Лонгден – британски глумац;
Питер Лоре – британски глумац;
Мајлс Мандер – британски глумац старије генерације;
Вера Мајлс – америчка глумица;
Ајвор Новело – британски глумац;
Ени Ондра - пољско-чешко-аустријско-немачко-француска певачица и глумица;
Грегори Пек – амерички глумац;
Џеси Ројс Ландис – амерички глумица;
Џејмс Стјуарт – амерички глумац;
Џон Вилијамс – амерички глумац;